# Пунане РЭТ
Радиоэлектро́нный заво́д «Пу́нане РЭТ» (эст. Raadioelektroonikatehas «Punane RET») — один из известных в СССР заводов машиностроительной  отрасли Советской Эстонии. Функционировал в Таллине в 1935—1993 годах.

## История

### В Первой Эстонской Республике
В 1935 году в Таллине было основано ООО «Радио-электротехнический завод» (OÜ «Raadio-Elektrotehnika Tehas»), которое занималось изготовлением радио- и электротоваров. Производственное здание завода с 1938 года располагалось в трёхэтажном каменном доме в центре Таллина на улице Виллема Реймана, 9 (Villemi Reimani tänav 9, Tallinn).
Учредителями завода стало торговое предприятие «Радио-Кооператив» («Raadio-Kooperatiiv»), а также отдельные физические лица: А. Ояло (А. Ojalo), Х. Вырк (H. Võrk), О. Кирсипуу (O. Kirsipuu), К. Рейнманн (K. Reinaste/Reinmann), Р. Савинг (R.Saving).
Директором завода был Ханс Вырк (Hans Wõrk), в правление, кроме него, входили Фридрих Олбрей (Friedrich Olbrei) , Юлиус Антон (Julius Anton), Карл Рейманн (Karl Reinmann) и Рейнхольд Савинг (Reinhold Saving).
Завод изготавливал дроссели, громкоговорители, ламповые патроны и другие части радио-электрических приборов. По спецзаказам РЭТ производил радио-шкафы (radio cabinet), усилители, радиооборудование для школ, радиопередатчики для военных нужд и кораблестроения, звукопередаточное оборудование (в основном для военных целей), трансформаторы и индукторы (в основном для Государственного радиовещания), датчики вибрации для батарейных приёмников, измерительные инструменты, переносные и стационарные телеграфные и телефонные станции.
Первый бытовой радиоприёмник под маркой «RET» появился в продаже в сентябре 1935 года. Первоначально ящики для радиоприёмников заказывались у других деревообрабатывающих предприятий, а в декабре 1935 года на заводе была введена в строй своя деревообрабатывающая мастерская. В октябре 1936 года на заводе работало 108 человек (из них 35 женщин), дневная продукция составляла 30 аппаратов, и основной упор делался на рынок Финляндии. К декабрю 1936 года более 3500 финских и эстонских семей приобрели радиоприёмники «RET».
Производственный процесс на заводе был максимально механизирован; в феврале 1938 года на заводе использовалось более 50 электромашин. «РЭТ» был первым и единственным в те годы радиозаводом Эстонии, в штате которого было 5 учёных-инженеров и 5 профессиональных техников. Проходила также подготовка высококвалифицированных рабочих: по разрешению Совета по Профмастерству (Kutseoskuste Nõukogu) на заводе обучались 15 учеников, которых после трёхлетней работы отправляли учиться в промышленные школы.
В 1940 году на радиотехническом заводе работало 250 человек.

Продукция 1935—1939 годов
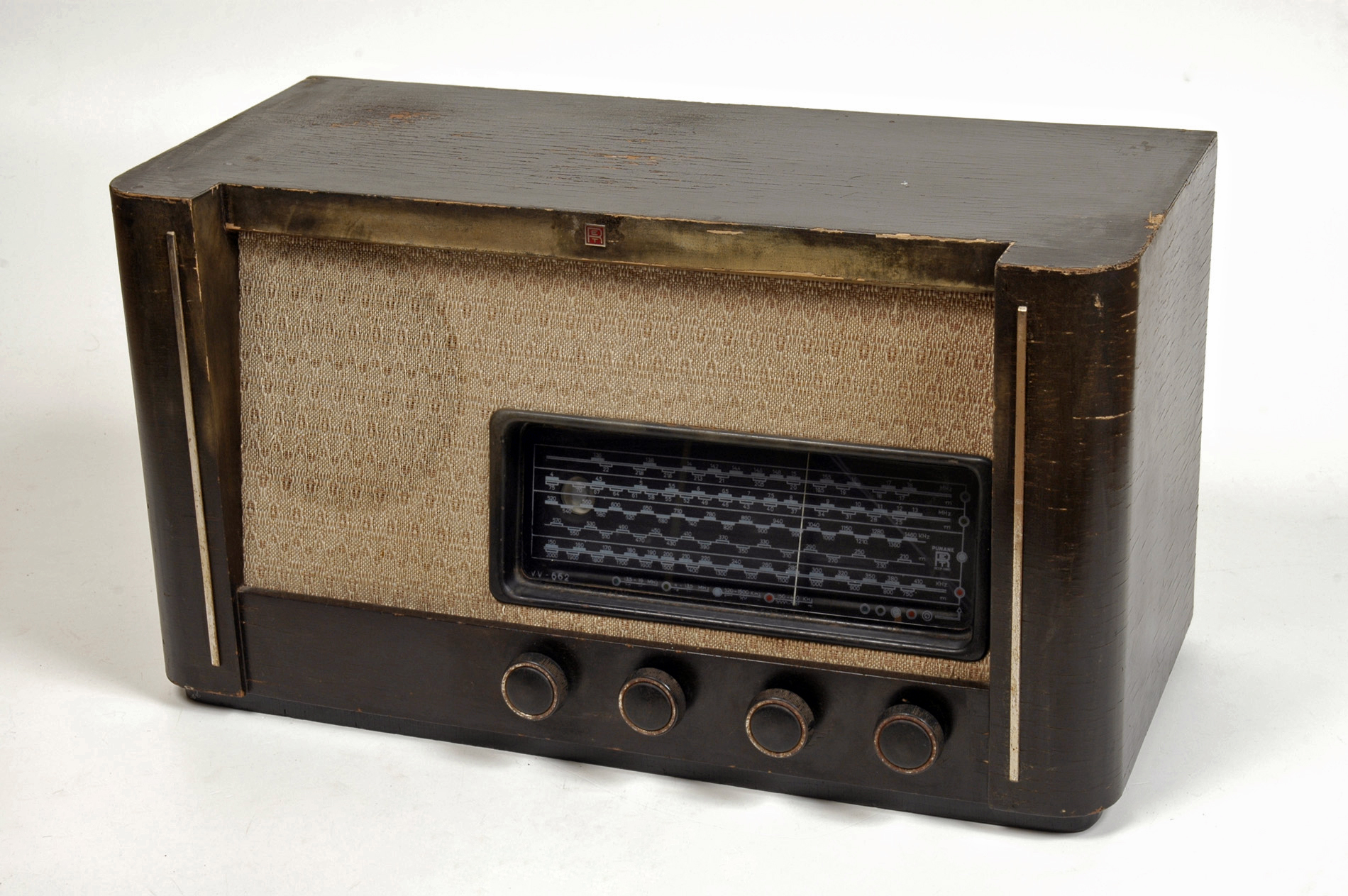
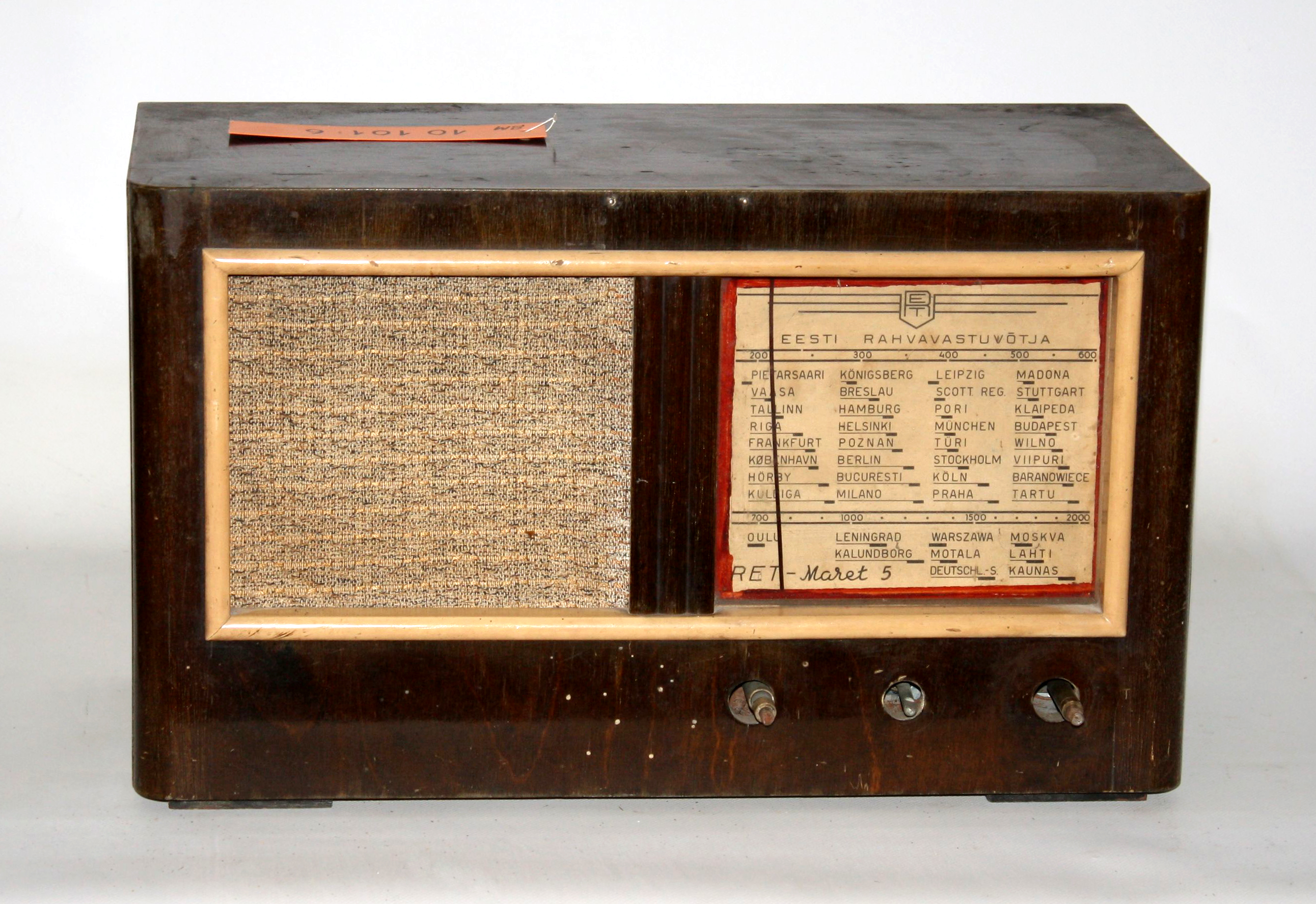
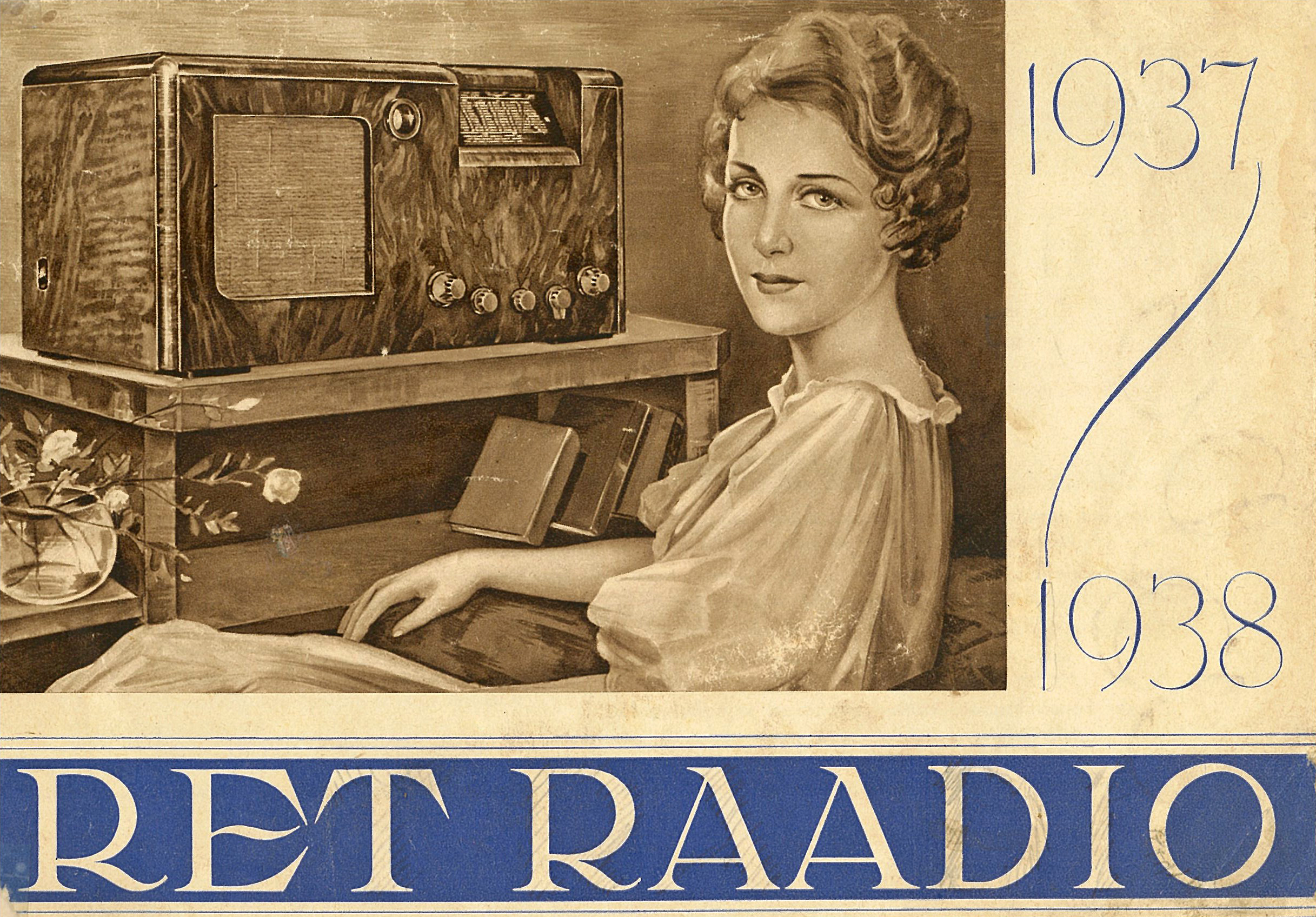
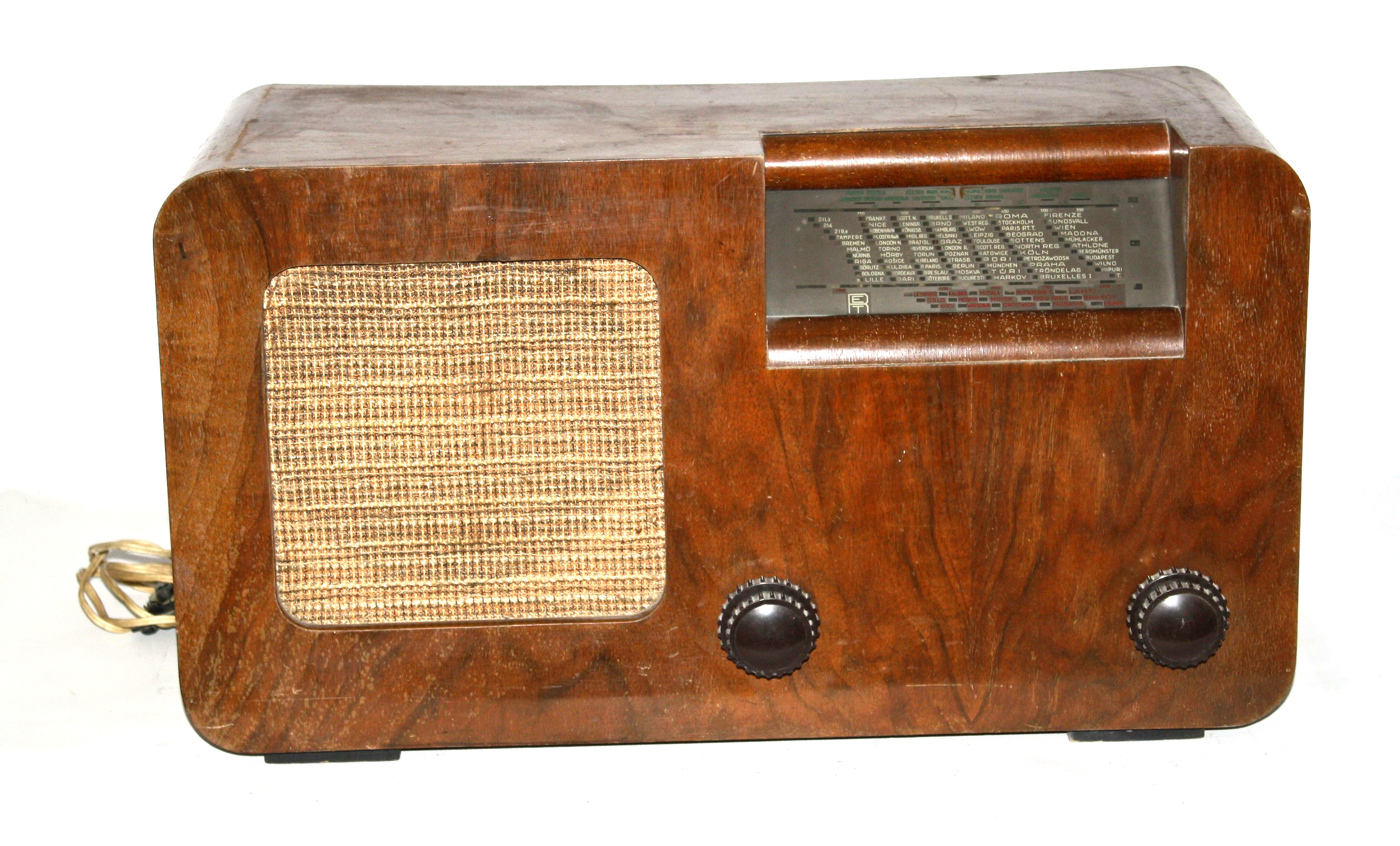

### В Эстонской ССР
После присоединения Эстонии к СССР, летом 1940 года завод был национализирован, в ноябре 1940 года его объединили с радиоотделением Тартуской телефонной фабрики, в январе 1941 года — с электротехническим заводом «Аре» («Are»).

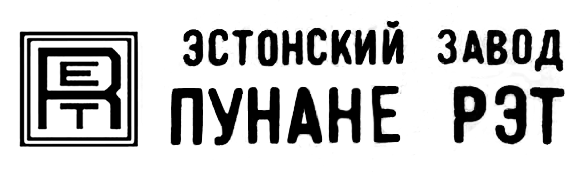

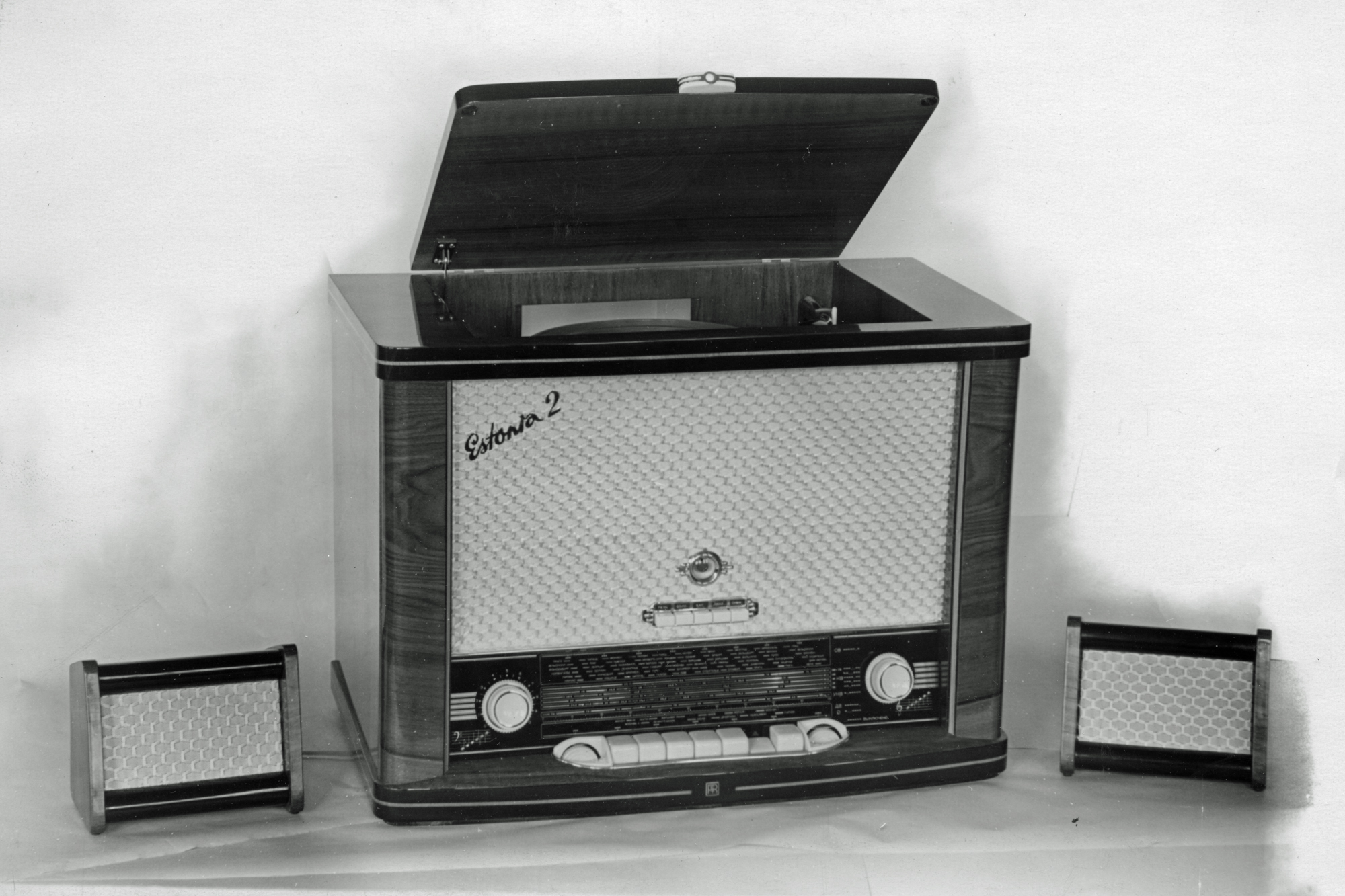
Радиола «Estonia-2» производства «Пунане РЭТ»

Постановлением Совета народных комиссаров ЭССР от 3 марта 1941 года завод, «идя на встречу единодушному пожеланию работников», переименовали в «Радиозавод Радио-Пионер», а затем — в «Punane RET» (с эст. — «Красный РЭТ»).
31 мая 1941 года на заводе работало 285 человек.
Производственный план завода на 1941 год составлял 18 600 радиоприёмников и 70 передающих станций, однако из-за нехватки материалов к 1 июня 1941 года было произведено только 3285 приёмников.
В период с 29 июня по 9 июля 1941 года производственное оборудование завода было эвакуировано. По данным директора завода Ханса Вырка всё движимое имущество завода, включая готовую продукцию и полуфабрикаты, было упаковано в 2400 ящиков и переправлено по морю в Ленинград.
Во Вторую мировую войну, во время германской оккупации, завод перешёл во владение фирмы «Saksa Telefunken» и получил название «Funktechnische Fabrik Reval». Руководителем предприятия был назначен инженер Эдуард Коккер (Eduard Kokker), советником которого стал представитель Телефункена. Завод должен был начать производство радиоаппаратуры для военных нужд германского флота.
После окончания Второй мировой войны наряду с вольтметрами, омметрами и другими электротехническими приборами, а также продукцией военного назначения на заводе «Пунане РЭТ» производились товары народного потребления: радиоприёмники «Таллин», радиолы «Эстония-1» и «Эстония-2».

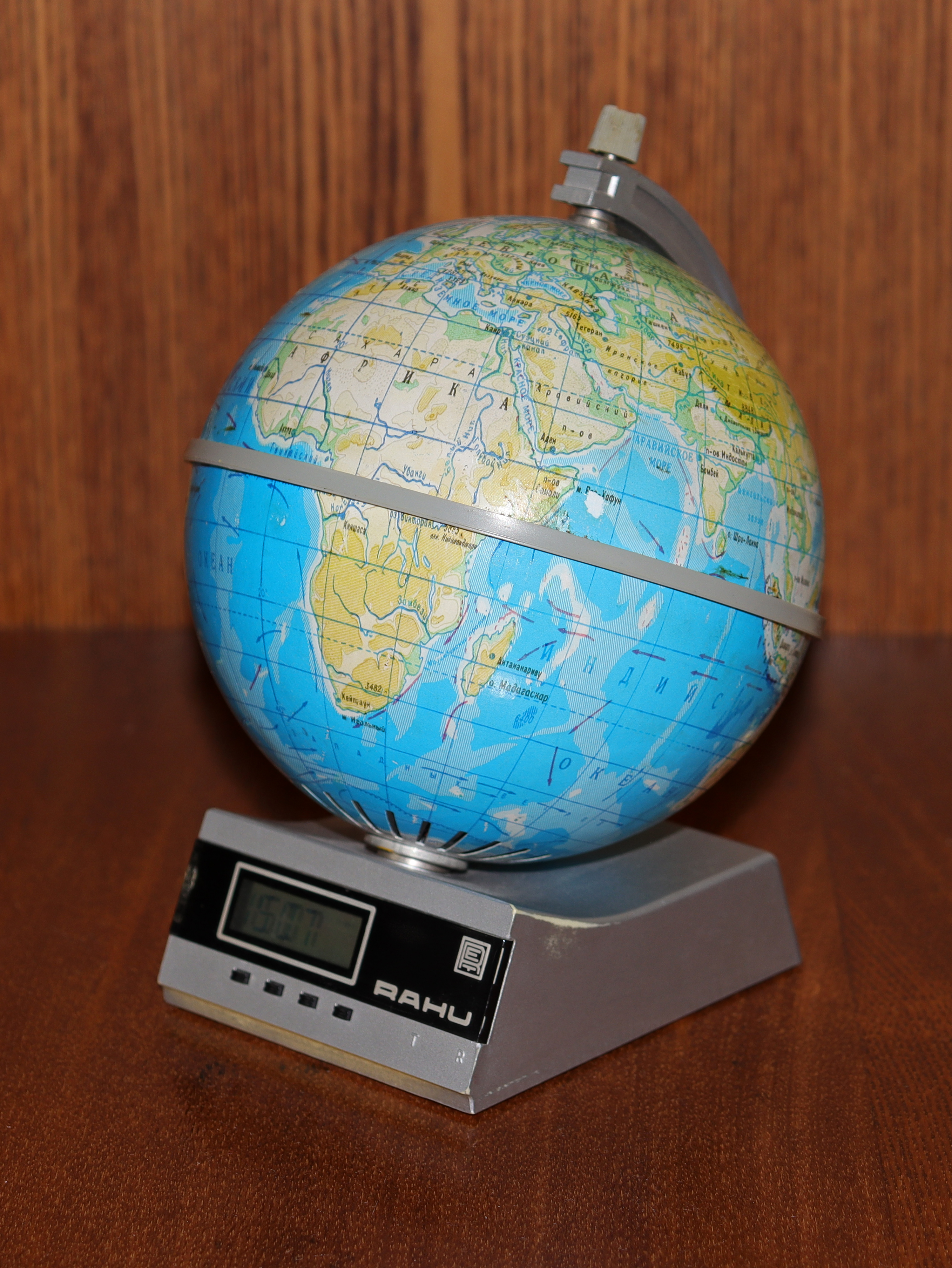
Радиоприёмник-глобус-часы «RAHU», 1980-е годы

В 1960 году был открыт большой производственный корпус завода в Таллине по адресу Нарвское шоссе, д. 11.
Работниками завода были составлены такие учебники по радиотехнике, как:
- Описание и инструкция по пользованию комплектом учебных пособий «Электрон-II» : практические опыты с германиевыми диодами и транзисторами из области электроники и радиотехники. — Таллин: Завод «Пунане РЭТ», 1966. — 128 с.
- Описание и инструкция по пользованию комплектом учебных пособий «Электрон-III» : практические опыты применения газоразрядной трубки в электронике и радиотехнике / Таллин: Завод «Пунане РЭТ», 1966. — 120 с.

С начала 1970-х годов производились высококлассные стереорадиолы «Эстония», а в 1980-х годах — сувенирный радиоприёмник-глобус-часы «Раху» («Rahu», в переводе с эст. — «мир» как «отсутствие войны, спокойствие, тишина»).
В 1970-х годах предприятие носило название ПО радиоэлектронной техники «Пунане РЭТ», в 1980-х — Радиоэлектронный завод «Пунане РЭТ». Так как завод занимался выпуском продукции для военных целей, данные о численности его работников в советские годы не публиковались.

#### Продукция бытового применения
- Радиоприёмники: Пунане Рэт VV-662, Пунане Рэт VV-663, Пунане Рэт VV-462, Таллин Б-2, Rahu-87,
- Радиолы: Эстония, Эстония-2, Эстония-3, Эстония-3М, Эстония-4, Эстония-стерео, Эстония-004, Эстония-006С, Эстония-007С, Эстония-008С, Эстония-009С, Эстония-010С,
- Магнитофоны: Эстония-110С, Эстония МП-210С,
- КД-плееры: Эстония, Эстония ЛП-001С, Эстония ЛП-010С,
- Усилители: Эстония, Эстония УП-010С, Эстония УМ-010С, Эстония 35У-016С,
- Тюнеры: Эстония-011С, Эстония-013С, Эстония-014С,
- Электропроигрыватель Эстония-016С (опытный)[4]

### После выхода Эстонии из состава СССР
На следующий год после  выхода Эстонии из состава СССР, в 1992 году, завод был преобразован в Государственное акционерное общество «РЭТ» (RAS «RET»). В 1993 году он прекратил свою деятельность.
После ликвидации «Пунане РЭТ» заводской квартал по адресу Нарвское шоссе 11 был открыт, и в его реновированные здания переехала редакция эстонской газеты «Ээсти Экспресс» и Эстонский Земельный Банк (Eesti Maapank), позже в его здании располагался также Компенсационный Фонд Эстонии (Eesti Hüvitusfond), который ликвидировали весной 2003 года. Затем главное здание завода «Пунане РЭТ» было перестроено под банковское учреждение. Первоначально там находился «Форекс Банк» (Forex Bank), затем «Оптива Банк» (Optiva Pank), а после — «Сампо Банк» (Sampo Pank), до тех пор, пока его не приобрёл «Данске Банк» (Danske Bank). В зданиях бывшего завода на Нарвском шоссе также расположены жилые апартаменты, конференц-зал, салон красоты, два кафе, магазин ковров, оптика, цветочный магазин и несколько других фирм. Здания, где находятся эти предприятия, включает в себя Центр международной торговли «Таллин» (WTC Tallinn).
В конце 2021 года в здание по адресу Нарвское шоссе 11, на время ремонта до конца 2025 года, переехала Национальная библиотека Эстонии и 7 января 2022 года она была открыта для посетителей по новому адресу. 

Здание заводоуправления после перестройки под офисно-торговый центр, 2017 год

## Фотографии и ссылки
- Радиоаппаратура, произведённая заводом «Пунане РЭТ» (фотогалерея)
- Радиола «Эстония-006-стерео»
- История «РЭТ» 1935—1941 гг. (на эст. яз.)

### Кинохроника
На киностудии «Таллинфильм» были сняты документальные фильмы о заводе «Пунане РЭТ»:
- 1952 — Raadiotehases «Punane RET» / На радиозаводе «Пунане РЭТ», режиссёр Арнольд Юхкум (Arnold Juhkum)
- 1954 — Lahtiste uste päev. Punane RET / День открытых дверей. Пунане РЭТ, режиссёр Олег Лентсиус (Oleg Lentsius)
- 1964 — Tehases Punane RET / На заводе «Пунане РЭТ», режиссёр Семён Школьников (Semjon Školnikov)
- 1964 — Tehas Punane RET / Завод «Пунане РЭТ», режиссёр Александр Мандрыкин (Aleksandr Mandrõkin)
- 1979 — Leiutised tootmiskoondises Punane RET / Изобретения на производственном объединении «Пунане РЭТ», режиссёр Реэт Касесалу (Reet Kasesalu)
- 1983 — Raadioelektroonika Tehas Punane RET. Sotsialistliku võistluse võitjad / Радиоэлектронный завод «Пунане РЭТ». Победители социалистического соревнования, рекламный фильм
- 1986 — Raadioelektroonika Tehas Punane RET. Kvaliteedi tagamine / Радиоэлектронный завод «Пунане РЭТ». Обеспечение качества, рекламный фильм
- 1986 — Raadioelektroonika Tehas Punane RET tähistab juubelit / Радиоэлектронный завод «Пунане РЭТ» празднует юбилей, рекламный фильм